# Kochlorinopsis discoporella
Kochlorinopsis discoporella is een rankpootkreeftensoort uit de familie van de Lithoglyptidae. De wetenschappelijke naam van de soort is voor het eerst geldig gepubliceerd in 1967 door Stubbings.